# Amarok (wolf)
Amarok is de naam van een gigantische wolf uit de Inuit mythologie. Hij jaagt op iedereen die alleen in de nacht op jacht gaat. Anders dan een gewone wolf jaagt Amarok niet in een groep, maar alleen. Hij wordt soms gezien als het equivalent van Waheela van de Cryptozoölogie.
In de 19e eeuw schreef de Deense geoloog en Groenland-deskundige Hinrich Johannes Rink, dat de Groenlandse Inuit het woord 'amarok' alleen voor deze legendarische wolf gebruiken, terwijl andere arctische volken er elke wolf mee aanduiden.

## Verhalen en tradities van de Eskimo
In zijn boek Tales and Traditions of the Eskimo (Eskimoiske eventyr og sagn, oversatte efter de indfødte fortælleres opskrifter og meddelelser, 1866) verhaalde Rink enkele volkslegenden waarin de amarok voorkomt.
In een van de verhalen probeert een geplaagde dwerg zijn krachten te vergroten. Als hij de geest van de kracht aanroept, verschijnt een amarok die hem met zijn staart tegen de grond werkt. Hierbij vallen een aantal botjes uit het lichaam van de jongen. De amarok zegt hem dat deze botjes zijn groei belemmerden; ook moet de jongen iedere dag terugkomen om zijn kracht te ontwikkelen. Na een aantal dagen worstelen met de amarok is de jongen sterk genoeg om drie grote beren te overwinnen zodat hij voortaan achting van zijn dorpsbewoners geniet.
In een ander verhaal, waarin een man treurt om de dood van een familielid, hoort hij dat een amarok dichtbij is. Samen met een ander gaat hij zoeken. In plaats van het dier zelf, vinden ze haar puppy's, die door de rouwende worden gedood. Zijn metgezel wordt bang, ze trekken zich terug in een grot. Ze zien de volwassen amarok terugkomen bij de puppy's met een rendier in haar bek. Als ze de jongen niet aantreft, rent ze naar een nabijgelegen meer en trekt een mensachtige gestalte uit het water. Op dat moment stort de rouwende man in. De amarok, "voor wie niets verborgen blijft", nam de ziel uit zijn lichaam. 
In sommige verhalen wordt een amarok door een mens gevangen of gedood.